# Megadontognathus kaitukaensis
Megadontognathus kaitukaensis es una especie de peces perteneciente a la familia Apteronotidae.

## Descripción
- Puede llegar a medir 16 cm de longitud máxima.[5]

## Hábitat
Es un pez de agua dulce, bentopelágico y de clima tropical.

## Distribución geográfica
Se encuentra en Sudamérica: cuenca del río Xingu en el estado de Pará (Brasil).

## Observaciones
Es inofensivo para los humanos.